# Els Dottermans
Els Dottermans, née le 16 mai 1964 à Louvain (Belgique), est une actrice belge néerlandophone.

## Filmographie
- 1988 : Klein Londen, Klein Berlijn (série télévisée) : Els
- 1988 : Tot nut van 't algemeen (TV) : Alice
- 1990 : Maman II (TV) : Isabel
- 1991 : Dierbaar (TV) : Anja
- 1993 : Moeder, waarom leven wij? (feuilleton TV) : Netje
- 1993 : Beck - De gesloten kamer : Monita
- 1995 : Au revoir (Tot ziens) : Ann
- 1995 : Antonia et ses filles (Antonia) : Danielle
- 1997 : De Suikerpot
- 1997 : Kongo (feuilleton TV) : Anita Lenaers
- 1998 : Altijd zomer
- 2000 : Fade out : Mother Romy
- 2000 : Maria
- 2000 : Nefast voor de feestvreugde (TV) : Joke
- 2001 : Patrouille 101 (Flikken) (série télévisée) : Mia
- 2001 : Nefast voor de feestvreugde 2 (TV) : Joke
- 2002 : Meisje : Laura
- 2002 : Nefast voor de feestvreugde 3 (TV) : Joke
- 2002 : Het Peulengaleis (série télévisée) : Several roles
- 2003 : La Mémoire du tueur (De Zaak Alzheimer) : Eva Van Camp
- 2004 : De kus : Mère de Bas
- 2004 : 10 jaar Leuven kort
- 2004 : Rupel (série télévisée) : Juliette
- 2005 : De Indringer : Erika
- 2005 : Kameleon 2 : Veerle
- 2005 : Als 't maar beweegt (série télévisée) : Anita van de Perre
- 2006 : Dennis van Rita : Rita
- 2006 : Koning van de wereld (feuilleton TV) : Nancy
- 2007 : Stellenbosch (série télévisée) : Claire Vandereyken
- 2008 : Witse (série télévisée) : Catherine Van Heerden
- 2016 : Home

## Théâtre
- 2022 : Poquelin II (L'Avare / Le Bourgeois gentilhomme), texte de Molière, production Tg Stan, Centre dramatique national Besançon Franche-Comté et tournée[1].